# Salvador Garriga Polledo

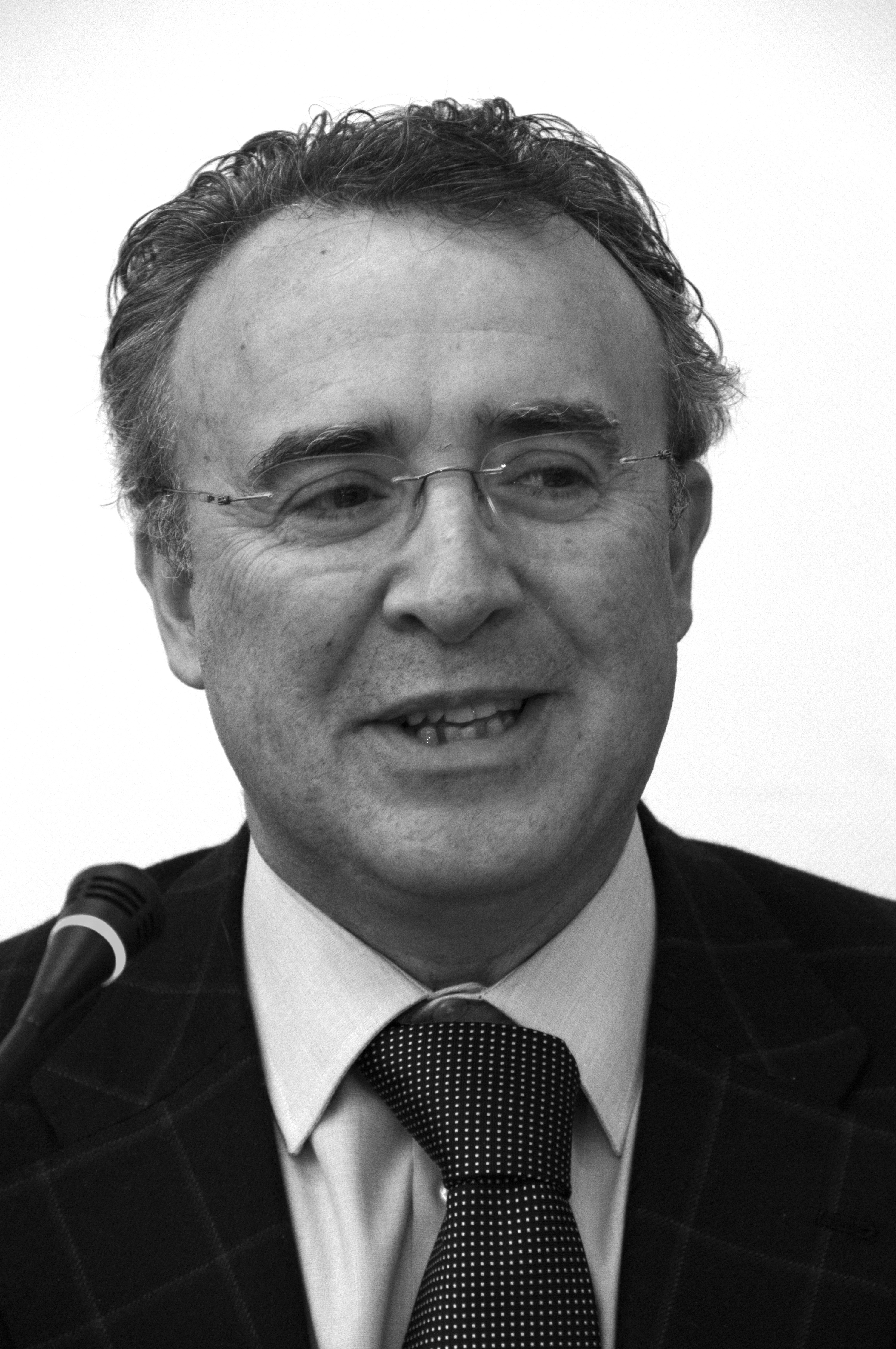
Salvador Garriga Polledo

Salvador Garriga Polledo (* 6. August 1957 in Gijón) ist ein spanischer Politiker der Partido Popular.
Nachdem er das Diplom in Außenhandel erhalten hatte, war Garriga Polledo Wirtschaftswissenschaftler und -berater sowie als Unternehmer im Außenhandel tätig. Bei der Jugendorganisation der PP trug er die Zuständigkeit für auswärtige Beziehungen, später war er bei der PP für die Beziehungen zwischen den Sektoren verantwortlich. Für zwei Jahre war er zudem Vizepräsident der Democrat Youth Community of Europe. 1987, ein Jahr nach dem Beitritt Spaniens zur Europäischen Union, zog er in das Europäische Parlament ein, dem er bis 1989 angehörte. Von 1990 bis 1993 war er Mitglied des Spanischen Parlaments, seit 1994 gehört er wieder dem Europäischen Parlament an.

## EU-Parlamentstätigkeit Periode 2009 bis 2014
Polledo ist Mitglied des Vorstandes der Fraktion der Europäischen Volkspartei (Christdemokraten)
und in folgenden Ausschüssen und Delegationen Mitglied: im Haushaltsausschuss und der Delegation in der Parlamentarischen Versammlung der Union für den Mittelmeerraum.
Stellvertreter ist Polledo im Ausschuss für Wirtschaft und Währung sowie der Delegation für die Beziehungen zum Palästinensischen Legislativrat.